# Tapak Siring
Tapak Siring is een bestuurslaag in het regentschap Lampung Barat van de provincie Lampung, Indonesië. Tapak Siring telt 3194 inwoners (volkstelling 2010).